# Marneuli (gmina)
Gmina Marneuli (gruz. მარნეულის მუნიციპალიტეტი) – jednostka administracyjna Dolnej Kartlii w Gruzji. Siedzibą gminy jest miasto Marneuli. 

## Położenie
Gmina położona jest w południowej części Gruzji. 

## Ludność
Na podstawie danych statystycznych z 2024 roku gminę Marneuli zamieszkuje 108 500 osób. 